# Isagenhe
Isagenhe ist ein Verwaltungsbezirk (englisch Ward) des Distrikts Nzega (DC) in der tansanischen Region Tabora.

## Geografie
Isagenhe ist ein ländlicher Bezirk im westlichen Teil des zentralen Hochlands von Tansania, etwa 30 Kilometer Luftlinie westlich der Distrikthauptstadt Nzega. Bei der Volkszählung 2022 lebten 14.336 Menschen in 2333 Haushalten auf einer Fläche von 176 Quadratkilometern.
Der Bezirk grenzt nur an Bezirke des Distrikts Nzega (DC):
| Bukene | Uduka Kasela                                | Itobo     |
| Mogwa  | Kompassrose, die auf Nachbargemeinden zeigt | Karitu    |
| Mbutu  | Ugembe                                      | Mwantundu |

## Gliederung
Der Bezirk besteht aus vier Gemeinden (swahili Mtaa) mit 21 Orten (Kitongoji):
| Isagenhe - Isagenhe - Chimani - Gengetisa - Mashinha - Isebya | Buhulyu - Uchemba - Chamakala - Buhulyu - Mboga | Zugimlole - Nkumbo - Bung'ang'ala - Kawe - Zugimlole - Mwantoba | Kidete - Kidete - Mbulagili - Ilumba - Nsuti - Iyige - Holela - Ntapulo |

## Infrastruktur
- Bildung: Die Isagenhe Secondary School ist eine staatliche weiterführende Schule, die Tages- und Internatsschüler bis zur 4. Stufe ausbildet.[8]
- Gesundheit: In den zwei Gemeinden Isaghene und Buhulyu liegt je eine staatliche Apotheke.[9][10]